# Premio Letterario Camaiore - Francesco Belluomini
Il Premio Camaiore - Francesco Belluomini è un premio letterario internazionale fondato nel 1981 dal poeta e scrittore Francesco Belluomini e patrocinato dal Comune di Camaiore. Assegnato con cadenza annuale nel mese di settembre, è destinato a opere di poesia composte o tradotte in lingua italiana. Annovera tra i vincitori alcuni tra gli autori più rappresentativi della poesia italiana del secondo Novecento, tra cui Giovanni Raboni, Maria Luisa Spaziani e Alda Merini, e internazionale, come Evgenij Evtušenko, Lawrence Ferlinghetti e il premio Nobel per la letteratura Seamus Heaney.
Dal 2018 il Premio Letterario Camaiore è intitolato alla memoria del fondatore Francesco Belluomini, scomparso il 27 maggio 2017. Dopo la morte di Belluomini, la presidenza del Premio è passata alla moglie Rosanna Lupi, morta il 19 gennaio 2023, che ne ha custodito la continuità e il prestigio unitamente alla figlia Raffaella. Nel 2024, in seno al Premio Camaiore - Francesco Belluomini è stato istituito il Premio in memoria di Rosanna Lupi e Paola Lucarini.
Ogni anno una giuria popolare di cinquanta membri decreta il libro di poesia vincitore, scegliendolo tra i cinque finalisti selezionati dalla giuria tecnica. Accanto alla categoria principale, fin dagli anni Ottanta sono previsti un premio internazionale per la miglior opera poetica tradotta in italiano e un premio per la miglior proposta, destinato a un giovane poeta.

## Vincitori
Di seguito i vincitori a partire dall'istituzione del riconoscimento letterario, nelle tre categorie competitive: 
| Anno | Sezione principale                        | Premio internazionale            | Premio alla proposta           |
| ---- | ----------------------------------------- | -------------------------------- | ------------------------------ |
| 1981 | Luigi Di Ruscio                           | -                                | -                              |
| 1982 | Umberto Piersanti                         | -                                | -                              |
| 1983 | Alberto Bevilacqua                        | -                                | -                              |
| 1984 | Camillo Pennati                           | -                                | -                              |
| 1985 | Antonello Trombadori                      | -                                | Cristina Fantechi              |
| 1986 | Giovanni Raboni                           | -                                | Marco Caldiroli                |
| 1987 | Vico Faggi                                | Evgenij Evtušenko Karol Wojtyla  | Carmelo Pistillo               |
| 1988 | Mario dell'Arco                           | -                                | Roberto P. Rossi               |
| 1989 | Marcello Venturoli                        | -                                | Andrea Salieri                 |
| 1990 | Paolo Ruffilli                            | -                                | Sebastiana Comand              |
| 1991 | Maria Luisa Spaziani e Franco Manescalchi | -                                | Paolo Tresso                   |
| 1998 | Ermanno Krumm                             | Lawrence Ferlinghetti            | Maurizio Clementi              |
| 1999 | Davide Rondoni                            | Reynaldo Valinho Alvarez         | Antonio Alleva                 |
| 2000 | Alda Merini                               | Natan Zach                       | Domenico Cipriano              |
| 2001 | Corrado Calabrò                           | Bernard Noël                     | Michela M. Miti                |
| 2002 | Gabriella Sica                            | Ghan Singh                       | Anila Hanxhari                 |
| 2003 | Dante Maffia                              | Friederike Mayröcker             | Francesca Serragnoli           |
| 2005 | Daniela Attanasio                         | Ana Blandiana                    | Giulia Anania                  |
| 2006 | Giancarlo Pontiggia                       | Miguel Barnet                    | Luca Baldoni                   |
| 2007 | Igino Creati                              | Mariella Mehr                    | Laura Piovesan                 |
| 2008 | Giusi Verbaro                             | Jorge Boccanera                  | Matteo Fantuzzi                |
| 2009 | Rosita Copioli                            | Birgitta Trotzig                 | Alessio Alessandrini           |
| 2010 | Paola Mastrocola                          | Ernesto Cardenal e Seamus Heaney | Giacomo Panicucci              |
| 2012 | Donatella Bisutti                         | Billy Collins                    | Stefano Pini                   |
| 2013 | Claudio Damiani                           | Homero Aridjis                   | Erminio Alberti e Steed Gamero |
| 2014 | Chandra Livia Candiani                    | Gladys Basagoitia Dazza          | Alessandro Pancotti            |
| 2015 | Fabrizio Dall'Aglio                       | Kjell Espmark                    | Viviana Faschi                 |
| 2016 | Nicola Vacca                              | Claribel Alegría                 | Davide Maria Quarracino        |
| 2017 | Silvia Venuti                             | Nuno Júdice                      | Mathias PDS                    |
| 2018 | Chiara Carminati                          | Joy Hario                        | Simone Burratti                |
| 2019 | Giovanna Rosadini                         | Faruk Šehic                      | Alessandro Anil                |
| 2020 | Ottavio Rossani                           | Jean Flaminien                   | Gerardo Masuccio               |
| 2021 | Antonella Sbuelz                          | Attila F. Balazs                 | Maria Sole Sanasi d’Arpe       |
| 2022 | Anna Segre                                | Tahar Ben Jelloun                | Fabio Barone                   |
| 2023 | Franco Arminio                            | Diane Seuss                      | Diletta D'Angelo               |
| 2024 | Stefano Dal Bianco                        | Visar Zhiti                      | Valentina Furlotti             |

## Premio speciale e Menzione speciale
La giuria assegna premi speciali e menzioni speciali ad autori e intellettuali che si siano distinti al servizio dell'arte poetica. Talvolta i riconoscimenti sono assegnati alla memoria.

### Premio speciale
- 1989: Remo Pagnanelli
- 1998: Franco Cardinale, Lina Fritschi, Luciano Luisi
- 1999: Cesare Ruffato
- 2000: Salvatore Battaglia, Leonardo Mancino
- 2001: Adriano Barghetti, Giorgio Celli, Aldo Forbice
- 2002: Biagio Arixi, Maurizio Cucchi, Cristina di Lagopesole
- 2003: Elena Clementelli, Vivian Lamarque, Franco Loi, Giorgio Barberi Squarotti
- 2005: Corrado Calabrò, Claudio Lolli, Alda Merini
- 2006: Pietro Aloise, Elio Pagliarani, Tiziano Rossi
- 2007: Ferruccio Brugnaro, Roberto Carifi, Paola Lucarini
- 2008: Alberto Bevilacqua, Jolanda Insana, Andrea Zanzotto
- 2009: Guido Ceronetti, Angela Luce, Sergio Zavoli
- 2010: Gianni D’Elia, Maura Del Serra, Maria Luisa Spaziani
- 2012: Claudio Angelini, Renzo Ricchi, Màrcia Theòphilo
- 2013: Nanni Balestrini, Gillo Dorfles, Silvio Ramat
- 2014: Antonio Spagnuolo
- 2015: Valerio Magrelli
- 2016: Franco Marcoaldi
- 2017: Paolo Valesio
- 2018: Mario Baudino
- 2019: Leopoldo Attolico
- 2020: Ennio Cavalli
- 2021: Umberto Piersanti
- 2022: Silvia Bre
- 2023: Eugenio De Signoribus
- 2024: Emilio Coco

### Premio in memoria di Rosanna Lupi e Paola Lucarini
- 2024: Gianfranco Lauretano

### Menzione speciale
- 2008: Gian Piero Bona, Mario Verdone
- 2009: Giuseppe Bevilacqua
- 2010: Tomaso Pieragnolo
- 2012: Roberto Malini
- 2013: Alessandro Fo
- 2014: Gordiano Lupi, Stefania Sandrelli, Sergio Sandrelli
- 2015: Giorgio Bernardi Perini, Gianmario Lucini, Giovanna Iorio
- 2016: Antonio Porta, Carmelo Pistillo, Fabio Jermini, Solomon Volkov, Gala Dobrynina, Nicoletta Di Gregorio
- 2017: Rodolfo Di Biasio, Luigia Sorrentino, Norma Stramucci
- 2018: Carlo Villa, Antonio Carollo, Keaton Henson
- 2019: Tomaso Pieragnolo, Ugo Piscopo, Cinzia Demi, Giovanna Cristina Vivinetto
- 2020: Carlo Marcello Conti, Valeria Di Felice, Franco La Cecla
- 2021: Mariella Bettarini, Sabrina De Canio, Nicola Manicardi, Riccardo Mazzamuto
- 2022: Elisa Donzelli, Sonia Giovannetti, Suor Grazia La Torre, Domenico Lombardi
- 2023: Cristiano Bartelloni, Luca Bertoletti, Francesca Farina, Eugenia Serafini, Maria Antonietta Viero, Alberto Toni, Chiara De Luca, Giorgia Sensi
- 2024: Evaristo Seghetta Andreoli, Imperatrice Bruno, Paolo Butti, Eleonora Conti, Fernando Della Posta, Riccardo Mazzamuto, Giuseppe Nibali, Marco Pelliccioli

### Premio SIAE Under 35
- 2021: Maria Sole Sanasi D'Arpe
- 2022: Francesco Gallina
- 2023: Diletta D'Angelo
- 2024: Eleonora Cattafi

### Riconoscimento alla Carriera
- 2022: Giuseppe Rosato
- 2023: Luigi Fontanella, Dante Marianacci
- 2024: Vincenzo Guarracino